# カーク・ペニー
カーク・サミュエル・ペニー（Kirk Samuel Penney、1980年11月23日 - ）は、ニュージーランドのプロバスケットボール選手。オークランドノースショア市出身。オーストラリア男子プロバスケットボールリーグNBLのニュージーランド・ブレイカーズ所属。身長196cm、体重100kg。ポジションはポイントガード、シューティングガード。

## 来歴
ウィスコンシン大学で1999年から2003年までプレーし、2000年のNCAAトーナメントではファイナル4に進出した。3年次にはビッグ・テン・カンファレンスのファーストチームに選ばれた。4年次には平均16.2得点、6.0リバウンド、3.1アシストをあげて、カンファレンスのファーストチームおよび、オールアメリカンに選ばれた。
2003年のNBAドラフトでは指名されなかったが、ミネソタ・ティンバーウルブズからオファーを受けて、サマーリーグでプレーし、3ポイントシュートを50%成功させた。
2003年11月3日、マイアミ・ヒートと10日間契約を結び、ショーン・マークスに次いでニュージーランド人として2人目のNBA選手となった。しかし、その後ヒートから解雇され、リーガACBのCBグラン・カナリアでプレーした。
2004-2005シーズン、NBAデベロップメント・リーグのアッシュビル・アルティチュードに所属し、42試合に出場して平均12.0得点、3.2リバウンド、1.4アシストをあげた。2004年12月26日には、ロサンゼルス・クリッパーズに加入したが、4試合に出場した後、翌年1月3日に解雇された。
2005-2006シーズンは、イスラエルのマッカビ・テルアビブでプレーし、3ポイントシュートを47.8%成功させた。2005年10月のプレシーズンゲームで、マッカビがトロント・ラプターズに勝利した試合にも出場している。マッカビはこの年ユーロリーグで決勝まで進出したが、PBC CSKAモスクワに敗れた。
2006-2007シーズンは、リトアニア・バスケットボール・リーグのジャルギリス・カウナスでプレーした。
2007年2月14日、ドイツのアルバ・ベルリンに加入した。同年6月、ニュージーランドに戻り、ニュージーランド・ブレイカーズに加入した。2007-2008シーズン、リーグ3位の平均24.8得点、4.8リバウンド、2.6アシスト、1.3スティールをあげた。
2008-2009シーズンにはリーグトップの平均24.2得点、4.4リバウンド、2.8アシストをあげた。
2010年1月21日、アデレード・サーティシクサーズ戦で自己ベストの49得点をあげた。同年3月、NBAデベロップメント・リーグのスーフォールズ・スカイフォースに加入、ベイカーズフィールド・ジャム戦では40得点、8リバウンドをあげた。9月28日にはサンアントニオ・スパーズと契約を結んだが、ヒューストン・ロケッツ戦で14分間出場し、9得点をあげただけで、10月11日には解雇された。10月26日、ニュージーランド・ブレイカーズに復帰、2010-2011シーズン、平均20.0得点をあげた。この年チームはNBLで初優勝した。
2011年7月、リーガACBのバロンセスト・フエンラブラダと契約、この年平均14.4得点をあげた。
2012年7月、ターキッシュ・バスケットボール・リーグのTED Ankara Kolejlilerと契約した。

## ニュージーランド代表
1999年に18歳でバスケットボールニュージーランド代表に入り、2000年のシドニーオリンピック、2004年のアテネオリンピックに出場した。
バスケットボール世界選手権でも2002年大会で平均16.9得点、3ポイントシュートを45.5%成功させて、4位となる原動力になった。また2006年大会では一時18点差をつけられていた、グループラウンドの日本戦で、決勝点となる3ポイントシュートを成功させた。
その後も代表でプレーし、2009年バスケットボール男子オセアニア選手権では優勝した。トルコで行われた2010年バスケットボール世界選手権でもチーム2位の平均24.7得点をあげた。

## 人物
兄のロッド・ペニーはプロラグビーユニオン選手である。